# Фрюбек де Бургос, Рафаэль
Рафаэ́ль Фрю́бек де Бу́ргос (исп. Rafael Frühbeck de Burgos, артистический псевдоним, настоящее имя Рафаэль Фрюбек; 15 сентября 1933, Бургос — 11 июня 2014, Памплона) — испанский дирижёр немецкого происхождения.

## Биография
Из семьи немецких эмигрантов. Учился игре на скрипке (преимущественно) и фортепиано в консерваториях Бильбао и Мадрида (в 1950-53). В 1953-55 гг. служил в армии, где занимал пост дирижёра военного духового оркестра. В 1956-57 гг. (?) обучался симфоническому дирижированию у Курта Айхорна и Г. Э. Лессинга в Мюнхенской высшей школе музыки. В 1958 вернулся в Испанию, в 1958-62 возглавлял Симфонический оркестр Бильбао. В дальнейшем руководил известными симфоническими оркестрами Европы и Северной Америки, среди них Национальный оркестр Испании (руководил им в 1962-78), Монреальский симфонический оркестр (1974-76), Венский симфонический оркестр (1991-96), симфонический оркестр Берлинского радио (1994-2000), Национальный симфонический оркестр Итальянского радио в Турине (2001-07), Дрезденский филармонический оркестр (2004-11), Симфонический оркестр Датского радио (2012-14). Занимался также оперным дирижированием, в т.ч. в 1992-97 занимал пост музыкального руководителя Немецкой оперы в Берлине.
Фрюбек де Бургос записал с различными оркестрами около 100 компакт-дисков, главным образом, классико-романтического репертуара. Известны его записи «Илии» Мендельсона, «Реквиема» Моцарта, «Carmina Burana» Орфа, «Кармен» Бизе, оркестровых сочинений Фальи. Особого внимания критиков удостоились записи музыки Рихарда Штрауса.

## Награды и звания
- Серебряный Знак почета за заслуги перед Австрийской Республикой
- Золотая медаль Общества Густава Малера в Вене
- Приз Хасинто Герреро
- Почётный доктор Наваррского Университета (с 1994)
- Почётный доктор Университета Бургоса (с 1998)